# Јуба (Висконсин)
Јуба (енгл. Yuba) град је у америчкој савезној држави Висконсин.

## Демографија
По попису из 2010. године број становника је 74, што је 18 (-19,6%) становника мање него 2000. године.
| Група             | 2000.       | 2010.       |
| Белци             | 92 (100,0%) | 74 (100,0%) |
| Афроамериканци    | 0 (0,0%)    | 0 (0,0%)    |
| Азијати           | 0 (0,0%)    | 0 (0,0%)    |
| Хиспаноамериканци | 0 (0,0%)    | 0 (0,0%)    |
| Укупно            | 92          | 74          |